# Gloria Fernández Merayo

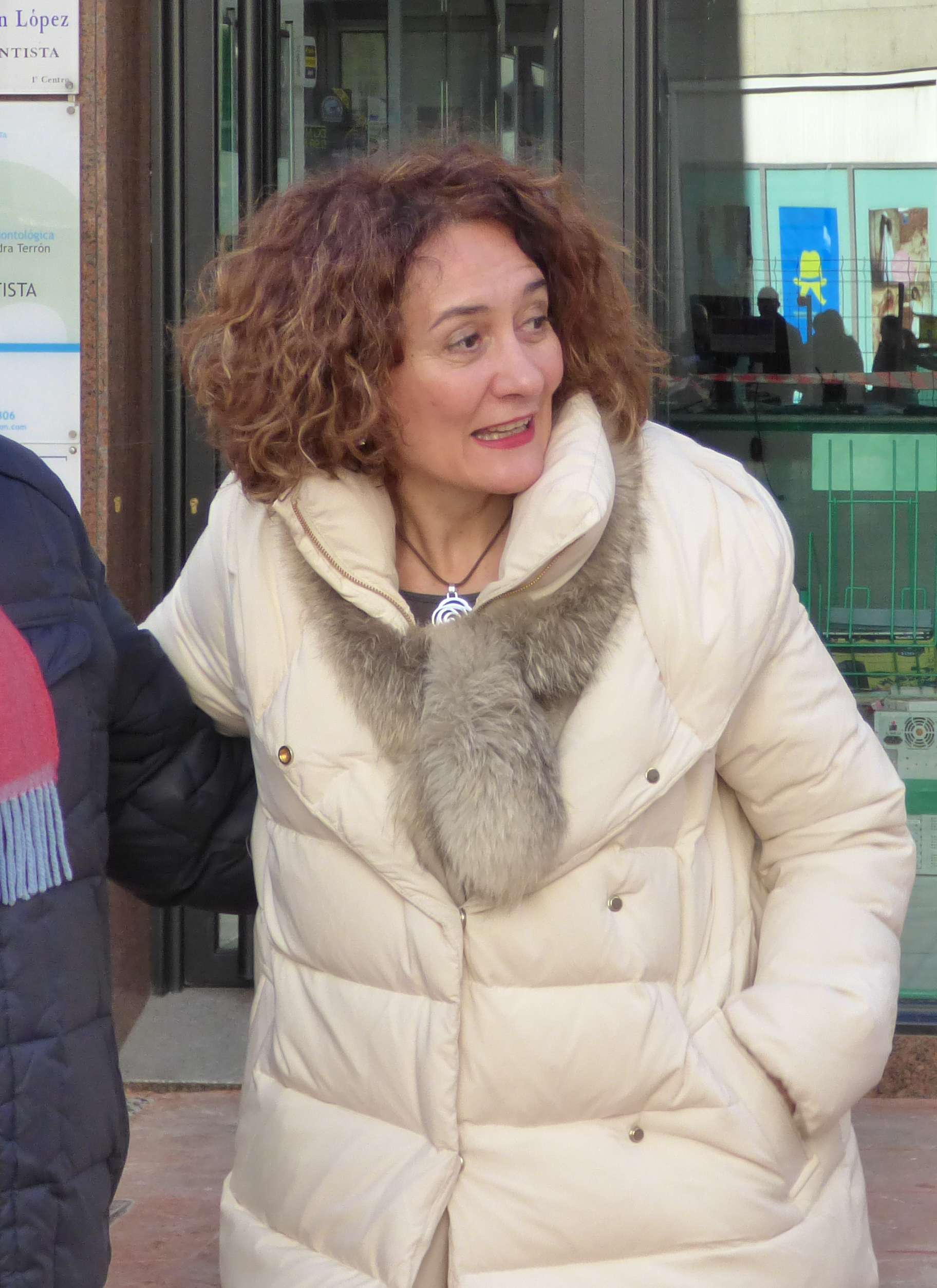
Gloria Fernández Merayo.

María Gloria Fernández Merayo (Bembibre, 1966), conocida como Gloria Fernández Merayo o Gloria Merayo, es una abogada y política española. Fue la alcaldesa de Ponferrada entre el 13 de junio de 2015 y el 15 de junio de 2019. Es la única mujer que ha ocupado ese cargo en la historia de la ciudad.

## Biografía
Abogada de profesión, casada y con una hija, fue concejala en el ayuntamiento de Bembibre por el Partido Popular durante dos legislaturas, entre los años 1995 y 2003, donde ocupó las áreas de Hacienda y Personal. Simultáneamente, entre 2000 y 2003 también fue designada como representante de Bembibre en el Consejo Comarcal de El Bierzo.
En marzo de 2015 fue nombrada como la candidata a la alcaldía de la ciudad de Ponferrada por el Partido Popular.
Se convirtió en la primera alcaldesa de Ponferrada tras haber encabezado la lista ganadora de las elecciones municipales de 2015, con 9 votos a favor (los 7 concejales del PP y las dos concejalas de Ciudadanos).
En enero de 2019 se conocía que el Partido Popular había designado a Marco Antonio Morala como candidato a la alcaldía de la ciudad por dicho partido, por lo que Gloria Fernández Merayo dejaba de encabezar la lista a la capital berciana.